# Romain Heinrich
Pour les articles homonymes, voir Heinrich.
Romain Heinrich, né le 30 janvier 1990 à Colmar, est un bobeur français qui représente la France sur le circuit mondial. Il est licencié au club de bobsleigh de Macôt La Plagne en Savoie.

## Biographie
Né à Colmar et ayant grandi à Kaysersberg, Romain Heinrich fait une classe préparatoire PCSI puis PSI* au Lycée Kléber de Strasbourg. Il poursuit ses études à l'école Génie industriel de l'institut polytechnique de Grenoble puis à l'institut d'administration des entreprises de Grenoble.
Ancien lanceur de poids avec un record de 17,03 mètres, il découvre le bobsleigh en 2011.
Il participe aux Jeux olympiques d'hiver de 2014 dans les épreuves de bob à deux hommes où il est le pousseur du pilote Loïc Costerg et celle de bob à quatre hommes dans l'équipe France-1 avec Loïc Costerg, Florent Ribet et Elly Lefort. Il termine respectivement aux 20e et 17e places.
Quatre ans plus tard, il prend part aux Jeux olympiques d'hiver de 2018 dans l'épreuve de bob à deux hommes où il est pilote avec Dorian Hauterville en pousseur. Il finit à la 13e place,.
Lors de la saison 2018-2019 de la coupe du monde de bobsleigh, il progresse aux côtés de son pousseur Dorian Hauterville. Lors d'une épreuve de coupe du monde, il signe une belle quatrième place. Par la même occasion, il gagne une médaille de bronze comptant pour le championnat d'Europe.

## Palmarès

### Championnats d'Europe
- Médaille de bronze en bob à deux aux Championnats d'Europe de bobsleigh en 2019

### Coupe du monde
- 1 podium : 
  - en bob à 2 : 1 deuxième place.